# Von Degenfeld-Schonburg

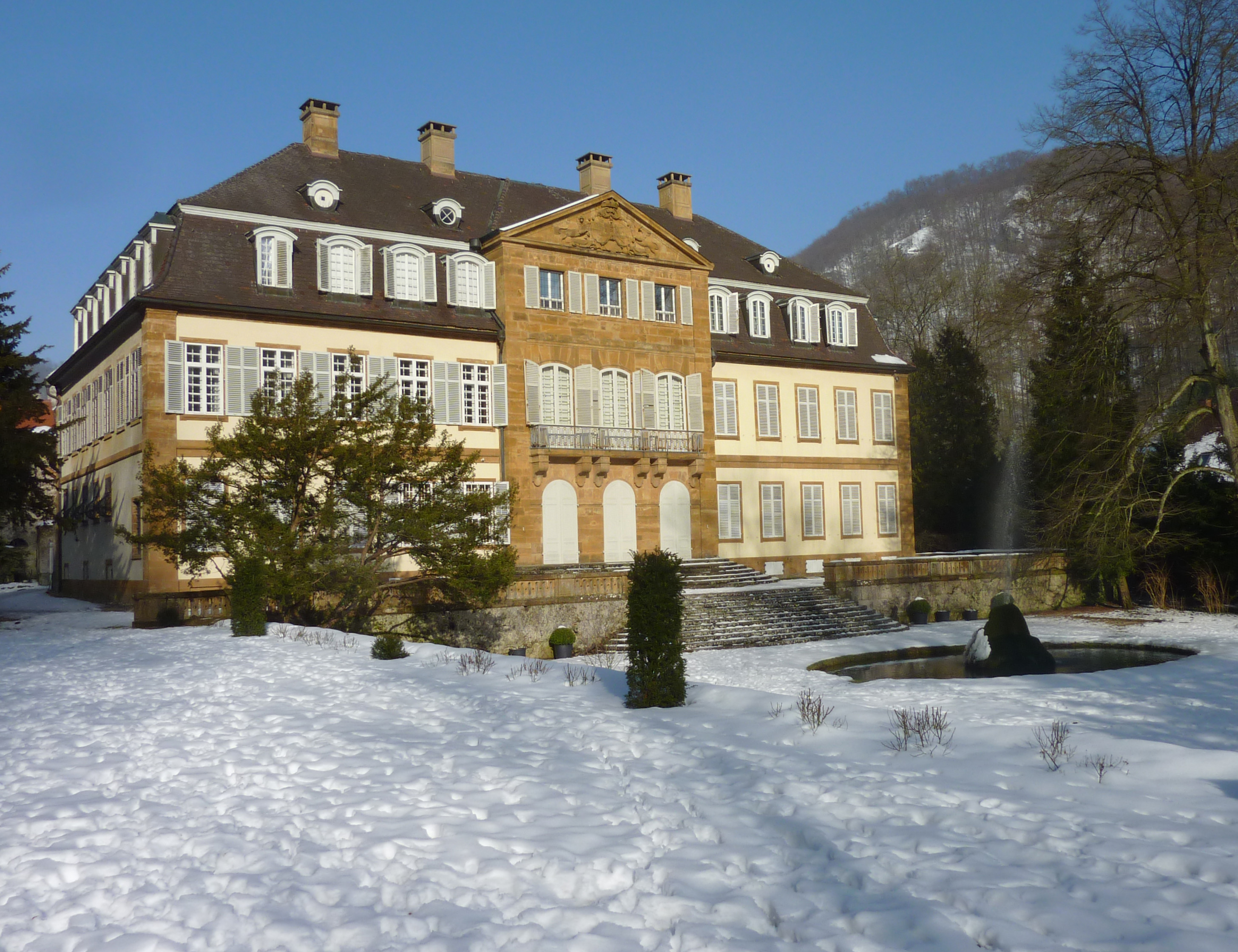
Schloss Eybach (2015)

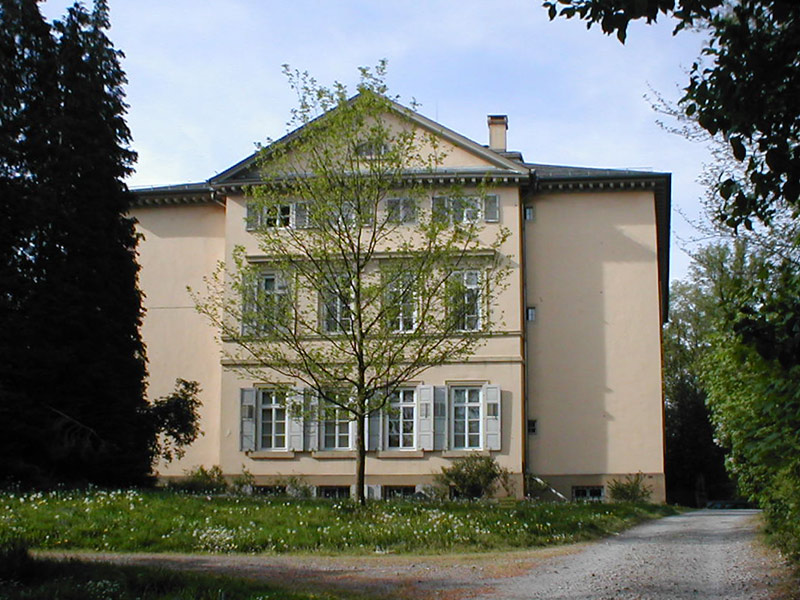
Schloss Schomberg (2007)

Von Degenfeld-Schonburg is een oud-adellijk geslacht waarvan leden sinds 1716 tot de Oostenrijkse gravenstand behoren.

## Geschiedenis
De eerste vermelding betreft Ulricus de Degenvelt, miles, in 1270. De bewezen stamreeks begint met Conradin von Degenvelt (†1366). Het geslacht heeft zijn wortels in Zwaben. Leden ervan behoorden tot de rijksridderschap in die laatste landstreek. In 1625 werden leden opgenomen in de Reichsfreiherrenstand, in 1716 een lid in de Reichsgrafenstand. Sinds 1456 bezit het geslacht Schloss Eybach in Geislingen an der Steige. Door huwelijk in 1717 van Marie von Schomberg (1692-1762), dochter van de laatste hertog Meinhardt van Schomberg uit dat geslacht en zij zijnde de laatste naamdrager van haar geslacht, met Christoph Martin II von Degenfeld (1689-1762) kwam Burg Streichenberg in dit geslacht op welk landgoed het tussen 1818 en 1822 het nog steeds in zijn bezit zijnde Schloss Schomberg in Gemmingen liet bouwen. Na dit huwelijk nam het geslacht de naam Von Degenfeld-Schonburg aan.

## Enkele telgen
Gustav graaf von Degenfeld-Schonburg (1764-1817), Oostenrijks kamerheer
- Christoph graaf von Degenfeld-Schonburg (1797-1866)
  - Friedrich graaf von Degenfeld-Schonburg (1842-1883), majoor
    - Maximilian graaf von Degenfeld-Schonburg (1879-1945), officier
      - Wolfgang graaf von Degenfeld-Schonburg (1901-1971), bouwkundig ingenieur
        - Wolf-Dieter Graf von Degenfeld-Schonburg (1941), koopman en hoofd van het geslacht
          - Christoph Martin Graf von Degenfeld-Schonburg (1981), vermoedelijke opvolger als hoofd van het geslacht
- Götz graaf von Degenfeld-Schonburg (1806-1895), officier
  - Ferdinand graaf von Degenfeld-Schonburg (1835-1892), veldmaarschalk
    - Prof. dr. Gottfried graaf von Degenfeld-Schonburg (1883-1952), hoogleraar staatswetenschappen aan de universiteit van Wenen
      - Götz Graf von Degenfeld-Schonburg, heer van Eybach (1925-2005), bosbouwer en Ridder in de Orde van het Gulden Vlies; trouwde in 1957 met Wilhelmine Prinzessin zu Windisch-Graetz (1930), bewoners van Schloss Eybach
        - Ferdinand Graf von Degenfeld-Schonburg, heer van Eybach (1960), koopman, bewoner van Schloss Eybach
        - Marie Gabrielle Gräfin von Degenfeld-Schonburg (1971), boekrestaurator; trouwde in 1999 met Ferdinand Fürst zu Castell-Castell (1965), hoofd van de linie Castell-Castell van het huis Castell en 4e vorst zu Castell-Castell, bewoners van Schloss Castell

      - Dr. Christoph Graf von Degenfeld-Schonburg, heer van Schomberg (1929-1973), jurist en agrariër, bewoner van Schloss Schomberg
        - Franz Graf von Degenfeld-Schonburg, heer van Schomberg (1962-2006), historicus; trouwde in 1993 met Andrea Schaumburg-Lippe (1960), natuurlijke dochter van kapitein Albrecht Prinz zu Schaumburg-Lippe (1900-1984) en de ongehuwd gebleven Marie-Gabriele Freiin von Pfetten-Arnbach (1927-2015), bewoners van Schloss Schomberg[1]

    - Dr. Heinrich graaf von Degenfeld-Schonburg (1890-1978), jurist en adjudant en opvoeder van kroonprins Otto van Habsburg-Lotharingen (1912-2011)